# Période hellénistique étrusque
L'époque hellénistique  est l'une des périodes historiques de la civilisation étrusque située entre 300 et 100 av. J.-C. environ. 
Elle fait suite à l'époque classique et entame la romanisation (de 340 environ jusqu’à Auguste).
L'acculturation conséquente fait disparaître le pouvoir politique des Étrusques ; leur traits culturels sont assimilés par  les Romains.

## Histoire
- Révolte des esclaves
- Hannibal envahit l'Italie
- Chiusi réapprovisionne l'armée contre Hannibal

## Arts
- orfèvrerie
- Tablettes inscrites

Art funéraire :
- Urne en terracotta,
- Tombe a nicchiotti
- Tombe a volta

Monuments :
- Tomba della Pellegrina

Infrastructures :
- Muraille à la grecque